# كيلونا
كيلونا (بالإنجليزية: Kelowna)‏ مدينة كندية تقع في مقاطعة كولومبيا البريطانية في أقصى غرب كندا. ويبلغ عدد سكانها في عام 2014 قرابة 122 ألف نسمة. أقيمت المدينة على ضفاف بحيرة أوكاناغن في غور محاط بالجبال، وهي مقصد للسياح والمتقاعدين بسبب مناخها الدافيء مقارنة ببقية أنحاء كندا.

## المناخ
| البيانات المناخية لـمطار كيلونا الدولي [الإنجليزية], 1981–2010 | البيانات المناخية لـمطار كيلونا الدولي [الإنجليزية], 1981–2010 | البيانات المناخية لـمطار كيلونا الدولي [الإنجليزية], 1981–2010 | البيانات المناخية لـمطار كيلونا الدولي [الإنجليزية], 1981–2010 | البيانات المناخية لـمطار كيلونا الدولي [الإنجليزية], 1981–2010 | البيانات المناخية لـمطار كيلونا الدولي [الإنجليزية], 1981–2010 | البيانات المناخية لـمطار كيلونا الدولي [الإنجليزية], 1981–2010 | البيانات المناخية لـمطار كيلونا الدولي [الإنجليزية], 1981–2010 | البيانات المناخية لـمطار كيلونا الدولي [الإنجليزية], 1981–2010 | البيانات المناخية لـمطار كيلونا الدولي [الإنجليزية], 1981–2010 | البيانات المناخية لـمطار كيلونا الدولي [الإنجليزية], 1981–2010 | البيانات المناخية لـمطار كيلونا الدولي [الإنجليزية], 1981–2010 | البيانات المناخية لـمطار كيلونا الدولي [الإنجليزية], 1981–2010 | البيانات المناخية لـمطار كيلونا الدولي [الإنجليزية], 1981–2010 |
| الشهر                                                          | يناير                                                          | فبراير                                                         | مارس                                                           | أبريل                                                          | مايو                                                           | يونيو                                                          | يوليو                                                          | أغسطس                                                          | سبتمبر                                                         | أكتوبر                                                         | نوفمبر                                                         | ديسمبر                                                         | المعدل السنوي                                                  |
| -------------------------------------------------------------- | -------------------------------------------------------------- | -------------------------------------------------------------- | -------------------------------------------------------------- | -------------------------------------------------------------- | -------------------------------------------------------------- | -------------------------------------------------------------- | -------------------------------------------------------------- | -------------------------------------------------------------- | -------------------------------------------------------------- | -------------------------------------------------------------- | -------------------------------------------------------------- | -------------------------------------------------------------- | -------------------------------------------------------------- |
| الدرجة القصوى قرينة الرطوبة                                    | 13.0                                                           | 14.5                                                           | 21.1                                                           | 28.0                                                           | 37.0                                                           | 42.3                                                           | 46.4                                                           | 45.6                                                           | 34.9                                                           | 26.7                                                           | 20.6                                                           | 13.9                                                           | 46.4                                                           |
| الدرجة القصوى °م (°ف)                                          | 14.8 (58.6)                                                    | 17.2 (63.0)                                                    | 20.8 (69.4)                                                    | 28.1 (82.6)                                                    | 34.4 (93.9)                                                    | 39.5 (103.1)                                                   | 39.5 (103.1)                                                   | 39.3 (102.7)                                                   | 35.0 (95.0)                                                    | 26.8 (80.2)                                                    | 20.6 (69.1)                                                    | 14.5 (58.1)                                                    | 39.5 (103.1)                                                   |
| متوسط درجة الحرارة الكبرى °م (°ف)                              | 0.8 (33.4)                                                     | 3.6 (38.5)                                                     | 10.1 (50.2)                                                    | 15.5 (59.9)                                                    | 20.2 (68.4)                                                    | 24.2 (75.6)                                                    | 27.9 (82.2)                                                    | 27.6 (81.7)                                                    | 21.7 (71.1)                                                    | 13.4 (56.1)                                                    | 5.6 (42.1)                                                     | 0.7 (33.3)                                                     | 14.3 (57.7)                                                    |
| المتوسط اليومي °م (°ف)                                         | −2.5 (27.5)                                                    | −0.9 (30.4)                                                    | 4.1 (39.4)                                                     | 8.4 (47.1)                                                     | 12.8 (55.0)                                                    | 16.6 (61.9)                                                    | 19.5 (67.1)                                                    | 19.1 (66.4)                                                    | 13.9 (57.0)                                                    | 7.3 (45.1)                                                     | 1.6 (34.9)                                                     | −2.6 (27.3)                                                    | 8.1 (46.6)                                                     |
| متوسط درجة الحرارة الصغرى °م (°ف)                              | −5.8 (21.6)                                                    | −5.3 (22.5)                                                    | −2.0 (28.4)                                                    | 1.3 (34.3)                                                     | 5.4 (41.7)                                                     | 9.1 (48.4)                                                     | 11.1 (52.0)                                                    | 10.6 (51.1)                                                    | 5.9 (42.6)                                                     | 1.3 (34.3)                                                     | −2.4 (27.7)                                                    | −5.9 (21.4)                                                    | 1.9 (35.4)                                                     |
| أدنى درجة حرارة °م (°ف)                                        | −31.7 (−25.1)                                                  | −28.3 (−18.9)                                                  | −22.2 (−8.0)                                                   | −9.4 (15.1)                                                    | −4.2 (24.4)                                                    | −1.1 (30.0)                                                    | 2.6 (36.7)                                                     | 0.6 (33.1)                                                     | −6.1 (21.0)                                                    | −15.7 (3.7)                                                    | −28.4 (−19.1)                                                  | −36.1 (−33.0)                                                  | −36.1 (−33.0)                                                  |
| أدنى درجة حرارة تبريد الرياح                                   | −39.7                                                          | −33.0                                                          | −20.4                                                          | −9.8                                                           | −5.4                                                           | −0.6                                                           | 0.0                                                            | 0.0                                                            | −7.3                                                           | −18.2                                                          | −36.3                                                          | −37.6                                                          | −39.7                                                          |
| الهطول مم (إنش)                                                | 31.0 (1.22)                                                    | 19.0 (0.75)                                                    | 21.6 (0.85)                                                    | 29.1 (1.15)                                                    | 40.2 (1.58)                                                    | 45.9 (1.81)                                                    | 37.2 (1.46)                                                    | 32.1 (1.26)                                                    | 32.4 (1.28)                                                    | 29.2 (1.15)                                                    | 36.7 (1.44)                                                    | 32.6 (1.28)                                                    | 386.9 (15.23)                                                  |
| معدل هطول الأمطار مم (إنش)                                     | 8.9 (0.35)                                                     | 10.0 (0.39)                                                    | 16.9 (0.67)                                                    | 28.3 (1.11)                                                    | 39.2 (1.54)                                                    | 45.9 (1.81)                                                    | 37.2 (1.46)                                                    | 32.1 (1.26)                                                    | 31.7 (1.25)                                                    | 29.1 (1.15)                                                    | 24.4 (0.96)                                                    | 7.6 (0.30)                                                     | 311.3 (12.26)                                                  |
| متوسط تساقط الثلوج سم (إنش)                                    | 26.9 (10.6)                                                    | 10.8 (4.3)                                                     | 4.8 (1.9)                                                      | 0.8 (0.3)                                                      | 0.0 (0.0)                                                      | 0.0 (0.0)                                                      | 0.0 (0.0)                                                      | 0.0 (0.0)                                                      | 0.0 (0.0)                                                      | 0.1 (0.0)                                                      | 13.6 (5.4)                                                     | 32.0 (12.6)                                                    | 89.0 (35.0)                                                    |
| متوسط أيام هطول الأمطار (≥ 0.2 mm)                             | 13.9                                                           | 10.3                                                           | 10.5                                                           | 10.9                                                           | 12.9                                                           | 12.0                                                           | 9.2                                                            | 8.5                                                            | 8.7                                                            | 11.3                                                           | 14.4                                                           | 14.1                                                           | 136.6                                                          |
| متوسط الأيام الممطرة (≥ 0.2 mm)                                | 5.6                                                            | 6.2                                                            | 8.8                                                            | 10.7                                                           | 12.2                                                           | 12.0                                                           | 9.2                                                            | 8.5                                                            | 8.3                                                            | 11.3                                                           | 11.0                                                           | 4.2                                                            | 107.8                                                          |
| متوسط الأيام المثلجة (≥ 0.2 cm)                                | 10.0                                                           | 5.6                                                            | 2.4                                                            | 0.6                                                            | 0.0                                                            | 0.0                                                            | 0.0                                                            | 0.0                                                            | 0.0                                                            | 0.2                                                            | 4.7                                                            | 11.0                                                           | 34.5                                                           |
| متوسط الرطوبة النسبية (%)                                      | 76.4                                                           | 65.2                                                           | 48.8                                                           | 39.8                                                           | 40.0                                                           | 39.3                                                           | 35.6                                                           | 36.2                                                           | 42.2                                                           | 55.6                                                           | 70.6                                                           | 75.7                                                           | 52.1                                                           |
| ساعات سطوع الشمس الشهرية                                       | 39.4                                                           | 80.9                                                           | 148.5                                                          | 191.0                                                          | 238.2                                                          | 244.9                                                          | 297.8                                                          | 281.6                                                          | 216.2                                                          | 124.5                                                          | 50.9                                                           | 35.1                                                           | 1٬948٫9                                                        |
| نسبة وصول أشعة الشمس                                           | 14.8                                                           | 28.5                                                           | 40.4                                                           | 46.3                                                           | 49.9                                                           | 50.2                                                           | 60.5                                                           | 62.8                                                           | 56.9                                                           | 37.2                                                           | 18.6                                                           | 13.9                                                           | 40.0                                                           |
| المصدر:                                                        |                                                                |                                                                |                                                                |                                                                |                                                                |                                                                |                                                                |                                                                |                                                                |                                                                |                                                                |                                                                |                                                                |

## توأمة
لكيلونا اتفاقيات توأمة مع كل من:
- فيندام
- سينانغا [الإنجليزية]‏

## أعلام
- لي توكار
- فيل ستيفنز
- تايلور كيتش
- برينت مكمان
- بلير هورن
- سيدني هربرت تومسون
- دون أشبي
- روي فوربس
- رون ستيوارت
- دونالد أرنولد